# U.S. Route 101
În statul american California, U.S. Route 101 (cunoscut și sub numele de "Highway 101", "The 101" în California de sud, sau numai "101" în California de nord) este unul dintre cele mai lungi și mai vechi șosele americane (U.S. Routes) aflat încă în folosință. US 101 este una dintre U.S. Routes desemnate în 1926.

## Orașe principale de-a lungul US Route 101
- Los Angeles
- Hollywood
- Santa Ana
- Ventura
- San Francisco
- Santa Barbara
- San Luis Obispo
- Salinas
- San Jose
- Eureka
- San Rafael
- Santa Rosa
- Crescent City